# Mons Bassouamina
Mons Bassouamina (sinh ngày 28 tháng 5 năm 1998) là một cầu thủ bóng đá chuyên nghiệp thi đấu ở vị trí tiền đạo cho câu lạc bộ Pau. Mặc dù sinh ra ở Pháp, anh lại thi đấu cho đội tuyển quốc gia Congo.

## Sự nghiệp câu lạc bộ
Vào tháng 1 năm 2019, Bassouamina được Boulogne cho mượn đến Nancy.
Vào tháng 6 năm 2022, Bassouamina ký hợp đồng với câu lạc bộ Ligue 2 Pau.

## Sự nghiệp quốc tế
Mặc dù sinh ra ở Pháp, Bassouamina là người gốc Congo. Anh thi đấu ở đội tuyển trẻ quốc gia Pháp. Anh được triệu tập vào đội tuyển quốc gia Congo thi đấu giao hữu vào tháng 3 năm 2022. Anh có màn ra mắt cho đội tuyển Congo trong thất bại giao hữu 3–1 trước Zambia vào ngày 25 tháng 3 năm 2022.